# Tatort: Das ewig Böse
Das ewig Böse ist ein Fernsehfilm aus der Fernseh-Kriminalreihe Tatort der ARD und des ORF. Der Film wurde vom WDR produziert und am 5. Februar 2006 zum ersten Mal gesendet. Er ist die 622. Folge der Tatort-Reihe, der 9. Fall mit Axel Prahl und Jan Josef Liefers als Münsteraner Ermittler Thiel und Boerne.

## Handlung
Eine Wohltätigkeitsgala, auf der sich Prof. Boerne als Magier und Hypnotiseur versucht, endet in einer Zeugenaussage der besonderen Art. Helena Stettenkamp, die Tochter einer Unternehmerfamilie, „sieht“, während sie hypnotisiert ist, plötzlich den Tod ihres Großvaters in allen Einzelheiten. Unter Hypnose schildert sie dem Publikum die Begleitumstände des Todes des alten Mannes und endet mit der erstaunten Feststellung, dass ihr Großvater Franz vergiftet worden ist. Die Schilderung führt zu einem Skandal, der eine erneute Untersuchung des Leichnams nach sich zieht, bei der Boerne die Vergiftung des Patriarchen der Keks-Dynastie bestätigt. Träger des Gifts war laut Boerne ein Konfekt aus der familieneigenen Herstellung. Zur selben Zeit untersucht Boernes Assistentin Haller den Leichnam des Drachenfliegers Tobias Böhm und findet dort ebenfalls das gleiche seltene Gift. 
Thiel beschäftigt sich näher mit der Familie Stettenkamp und findet bei jedem Familienmitglied ein mögliches Motiv für einen Mord am vormaligen Oberhaupt. Boris Stettenkamp, seinen Enkel, drohte er aus dem Familienunternehmen zu werfen. Seine Enkelin Helena wiederum erinnert sich nach einiger Zeit an ihre Mutter als Täterin. Bei seinem Sohn Cornelius Stettenkamp, dem nun neuen Familienoberhaupt, wurde für alle überraschend festgestellt, dass er unfruchtbar ist, während sein Sohn Boris plötzlich als Helenas Vater dasteht, der als 13-Jähriger von seiner Stiefmutter Sieglinde verführt worden ist, wobei Helena gezeugt wurde. Nur kurze Zeit später taucht das nächste Giftopfer in der Familie auf: Frederick Pleikart, der ein Verhältnis mit Helena hatte. 
Nachdem Boerne und Thiel herausfinden, dass Tobias Böhm ein Jugendfreund von Helena Stettenkamp und Helena schon als Kind ziemlich skrupellos war, kommt damit die Verbindung zwischen den Giftmorden ans Licht. Im Stile von Agatha Christies Hercule Poirot versammeln Thiel und Boerne am Ende alle Beteiligten des Falles im Hause der Stettenkamps, um dort anschaulich Helena als Mörderin ihres Großvaters Franz, ihres Jugendfreundes Tobias sowie ihres Geliebten Frederick Pleikart zu überführen.

## Hintergrund
Der Film wurde in Münster, Köln und Wuppertal gedreht. Die Dreharbeiten begannen am 4. August 2005 und endeten am 1. September 2005. Am 11. Oktober 2010 erschien Das ewig Böse, geschrieben von Martin Schüller, beim Emons Verlag. Der Film erschien am 18. November 2010 zusammen mit den Folgen Sag nichts und Der Frauenflüsterer auf DVD mit einer FSK-12-Freigabe.

## Rezeption

### Einschaltquoten
Die Erstausstrahlung von Das ewig Böse am 5. Februar 2006 wurde in Deutschland insgesamt von 9,18 Millionen Zuschauern gesehen und erreichte einen Marktanteil von 23,0 % für Das Erste. In der Gruppe der 14- bis 49-jährigen Zuschauer konnten 3,46 Millionen Zuschauer und ein Marktanteil von 19,7 % erreicht werden.

### Kritik
Rainer Tittelbach war der Meinung: „»Ich schätze, wir haben hier einen echten Klassiker!« Was die Mordmethode angeht, lag Pathologe Börne richtig, doch auf den Spannungsverlauf dieses »Tatorts« bezogen, war sein Urteil nicht so passend. Ein leidlich unterhaltsamer Whodunit-Krimi um eine degenerierte Keks-Dynastie, der sein Heil in Überkonstruktion und bei »Dallas« suchte.“ TV Spielfilm hingegen urteilte: „Die köstliche Hommage an Agatha Christie unterhält mit skurrilen Figuren und einer clever konstruierten Story. Nur am Ende wird es arg kompliziert.“
Die Redaktion von Prisma lobte die Hauptdarsteller, „das Ermittler-Duo aus Münster ist einfach unschlagbar!“ Kino.de ging noch einen Schritt weiter und schrieb: „Dieses Trio hat sich gesucht und gefunden: Rainer Matsutani passt zu dem liebenswert frotzeligen »Tatort«-Duo aus Münster wie die Faust aufs Auge.“ Ebenso positive Worte fand Prisma für die Leistung des Regisseurs Rainer Matsutani, der zugleich das Drehbuch schrieb, so dass ihr Fazit lautet: „Wortwitz, starke Darsteller und Fantasie sorgen für allerbeste Unterhaltung.“ Nach Urteil von kino.de sei Das ewig Böse ein „erfreulicher“ Tatort, der „keinerlei Vergleich mit den weiteren Krimis aus Münster zu scheuen“ braucht. Matsutani treffe nicht nur „den Tonfall haargenau“, es gelinge ihm die „perfekte Balance aus Krimi und Komödie“ zu wahren, bei der die „Dialogduelle“ zwischen den Protagonisten „zwar die komischen Elemente des Films“ liefern, die Suche nach der Lösung der Morde dennoch „jederzeit spannend“ bleibe. Die „scheinbar komplizierte Geschichte“ sei „reizvoll“ und führe schließlich zu einem „souveränen Ende“. Die Nebendarsteller seien „ausnahmslos treffend besetzt, doch Karoline Eichhorn, Aleksandar Jovanovic und die junge Teresa Weißbach ragen aus dem Ensemble noch heraus“, ebenso wie die in einer Gastrolle als Boernes Lehrerin auftretende Christel Peters.